# خايمي بايز
خايمي بايز (بالإسبانية: Jaime Báez Stábile)‏ هو لاعب كرة قدم أوروغواياني في مركز الهجوم، ولد في 25 أبريل 1995 في مونتفيدو في الأوروغواي. شارك مع منتخب الأوروغواي تحت 20 سنة لكرة القدم. أما مع النوادي، فقد لعب مع ديفينسور سبورتينغ وفيورنتينا ونادي بيسكارا ونادي سبيزيا ونادي ليفورنو.

## وصلات خارجية
- خايمي بايز على موقع الاتحاد الدولي (مؤرشف)  (الإنجليزية)
- خايمي بايز على موقع قاعدة بيانات كرة القدم.إي يو (الإنجليزية)
- خايمي بايز على موقع Soccerbase.com (لاعب) (الإنجليزية)
- خايمي بايز على موقع Soccerway.com (الإنجليزية)
- خايمي بايز على موقع عالم كرة القدم.نت (الإنجليزية)
- خايمي بايز على موقع AS.com (الإسبانية)